# 微腔骨龙属
微腔骨龙（属名：Microcoelus，意为“小型孔洞”）是阿根廷发现的一属可疑的小型泰坦巨龙类蜥脚下目恐龙。它仅所知于单个背椎。一个左肱骨曾被归入该物种，但现在被认为属于内乌肯龙。该物种可能是同域蜥脚类南方内乌肯龙的异名。
微腔骨龙由英国古生物学家理查德·莱德克于1893年描述。